# Norton (Northamptonshire)
Pour les articles homonymes, voir Norton.
Norton est une paroisse civile et un village du Northamptonshire, en Angleterre.